# Fort van Housesteads
Het Fort van Housesteads was een Romeins fort in het centrale deel van de Muur van Hadrianus. Enkele kilometers zuidelijker, achter de muur, lag het Fort van Vindolanda (Chesterholm). In de Romeinse tijd droeg het fort verschillende namen: Vercovicium, Borcovicus, Borcovicium of Velurtion.
Grote forten als dit van Housesteads waren niet voorzien in het initiële ontwerp van de muur. Dit blijkt omdat een wachttoren werd afgebroken om het fort te kunnen bouwen.
Het fort had de vorm van een vierhoek met afgeronde hoeken. Het fort was ongeveer 100 m breed en 150 m lang. Aan elke zijde had het fort een poort. De westelijke en oostelijke poort gaven uit op de militaire weg die achter de muur liep. Centraal lagen de graanschuur (horreum), het hoofdkwartier (principia) en het huis van de commandant (praetorium). Mogelijk was er ook een hospitaal binnen het fort. In het fort zijn resten van een latrineblok met meerdere zitplaatsen en een spoelsysteem bewaard gebleven. De oorspronkelijke barakken in het fort uit de 2e eeuw die een doorlopend gebouw met kamers vormden, werden in de 3e eeuw vervangen door kleinere, afzonderlijke hutten. De graanschuur in het fort was gebouwd op stenen pilaren, waarop de houten vloer rustte, los van de terreinbodem.
De vicus (de burgerlijke nederzetting bij het fort) lag tussen het fort en de greppel (vallum) die achter de muur doorliep. De vicus zelf was ook omgeven door een greppel. In de vicus bij Housesteads werden ook legerbarakken gebouwd. Verder werd er een heiligdom opgegraven.
In de loop van de derde eeuw herbergde het fort het Cohors I Tungrorum maar ook niet-reguliere eenheden, zoals de 'numerus van Hnaudifridius' (Friezen) en Germanen uit Twente. In de nadagen van het fort, voor dit verlaten werd omstreeks 410, is de noordelijk muur ingestort en enkel provisorisch hersteld door er een aarden wal tegenaan te werpen.

## Galerij

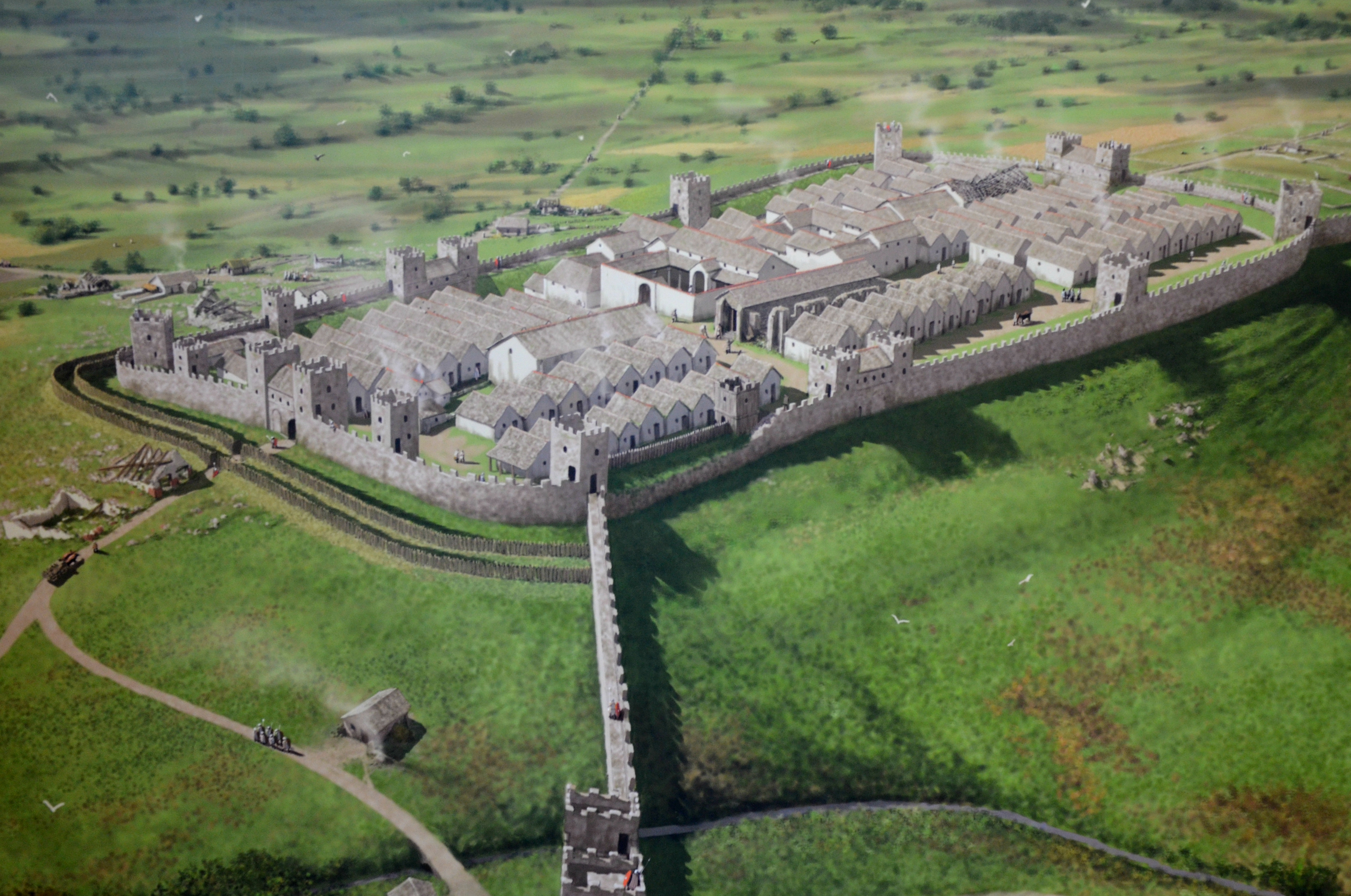
Maquette van Housesteads in de 4e eeuw
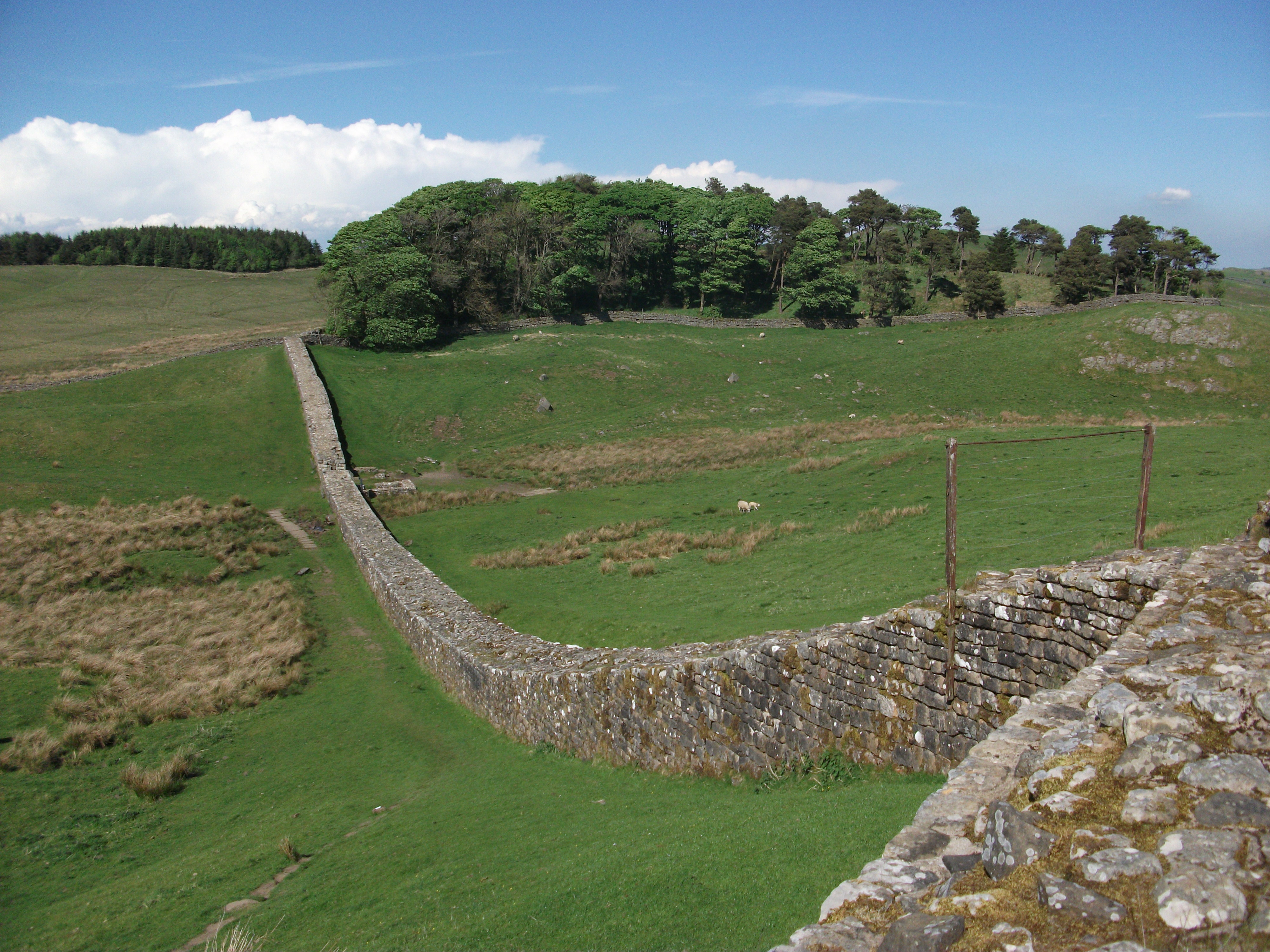
De Muur van Hadrianus nabij Housesteads
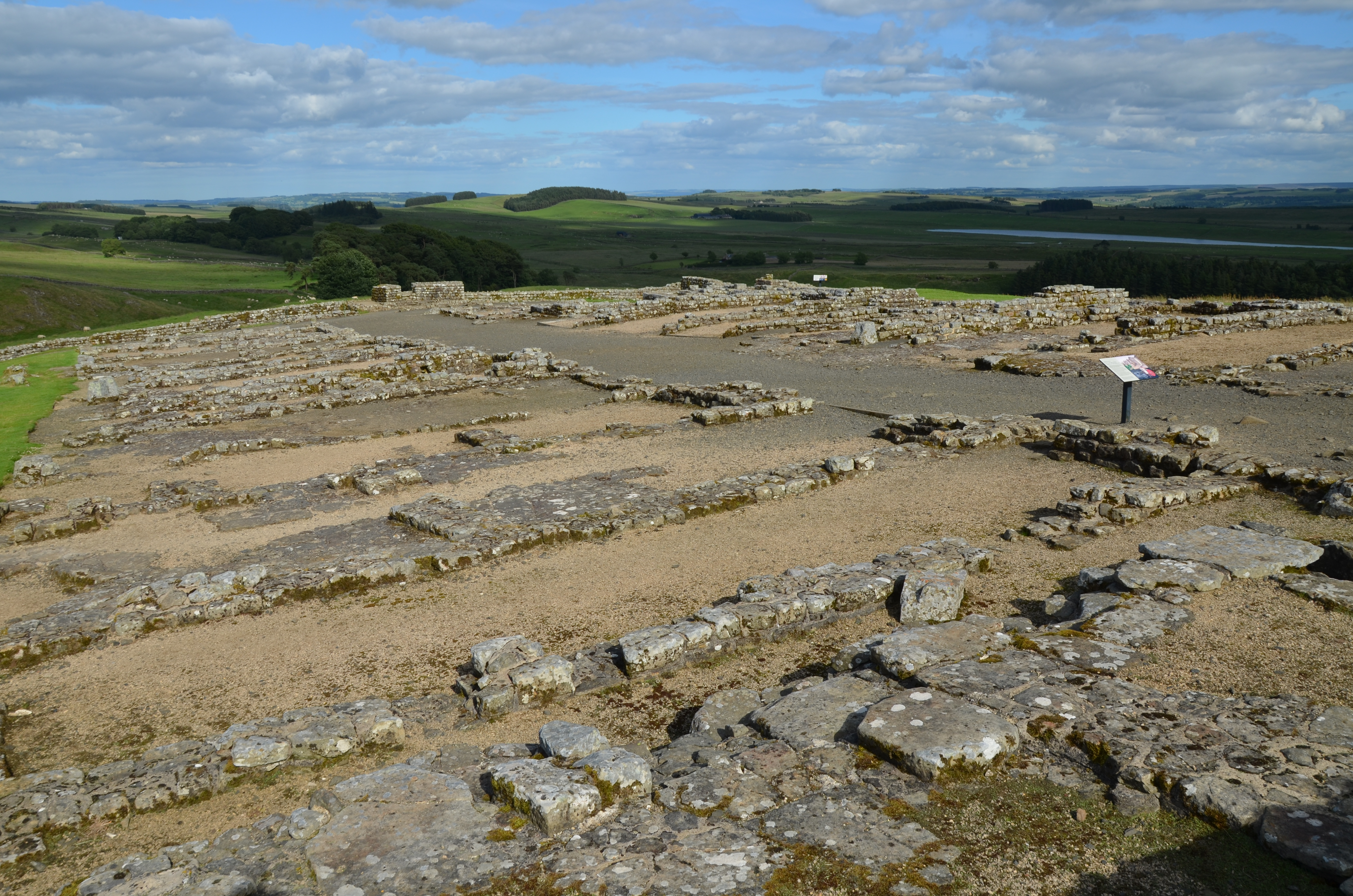
Het fort
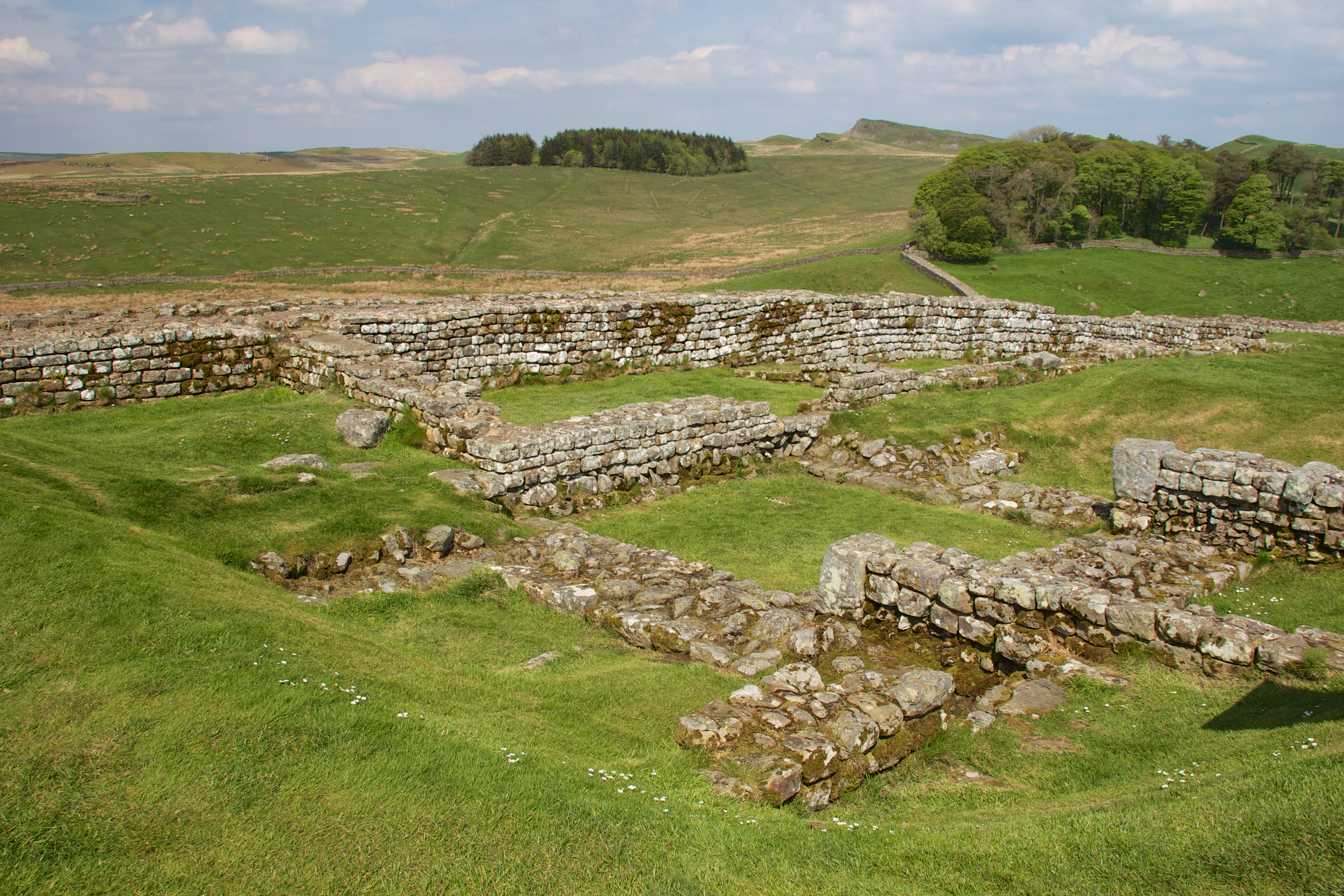
Het fort
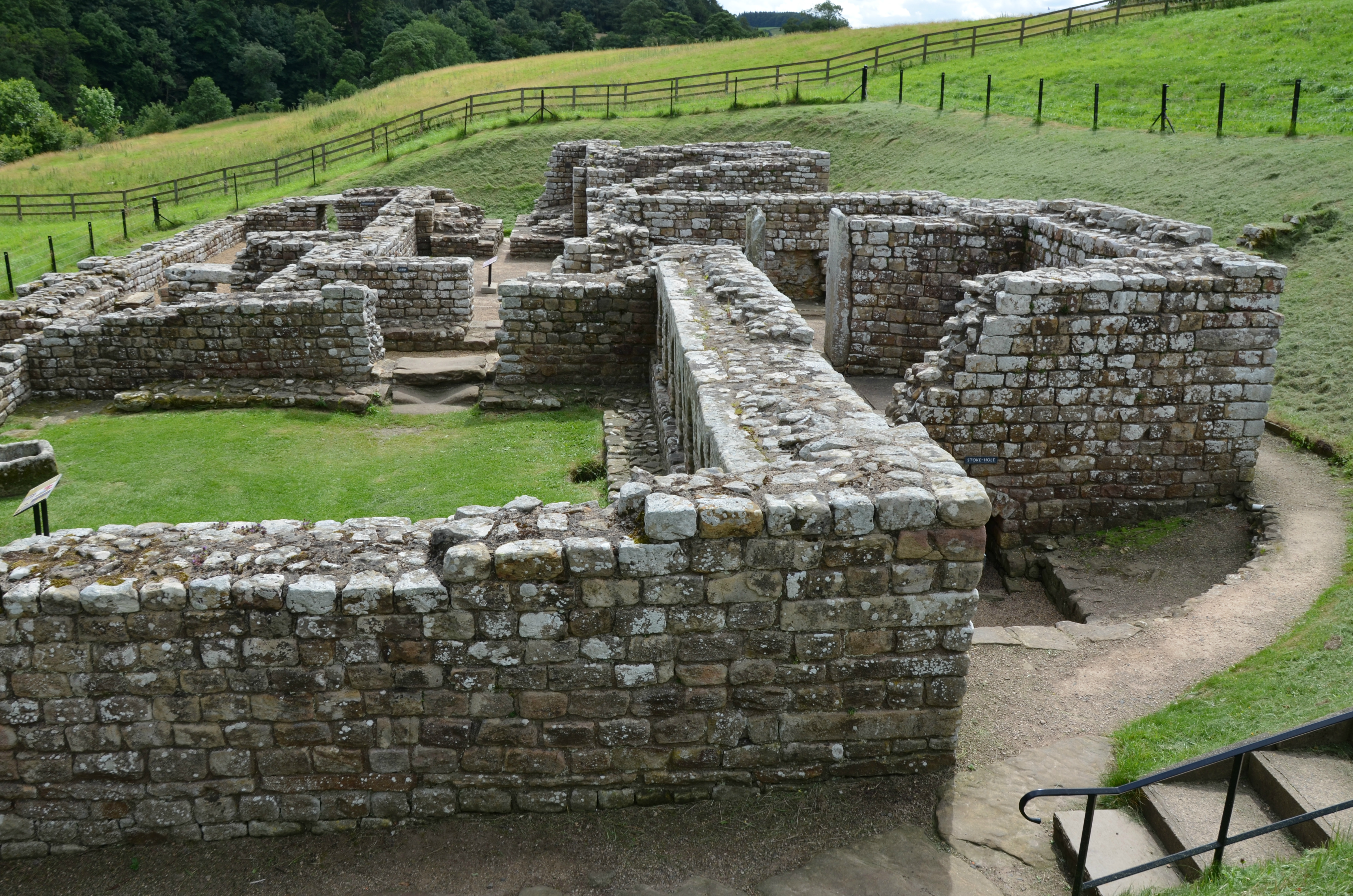
Badhuis buiten het fort
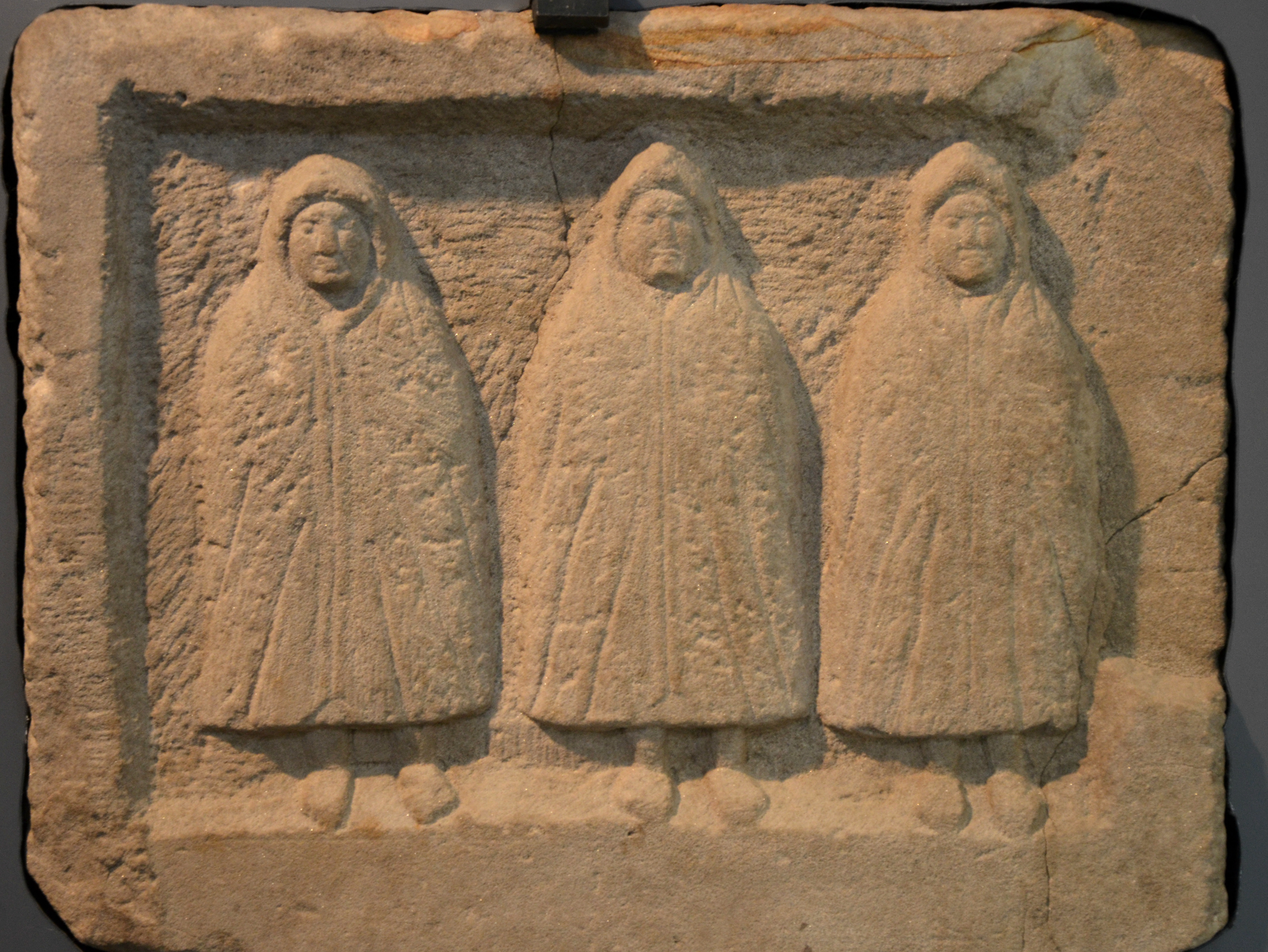
3e-eeuws reliëf opgegraven in de vicus
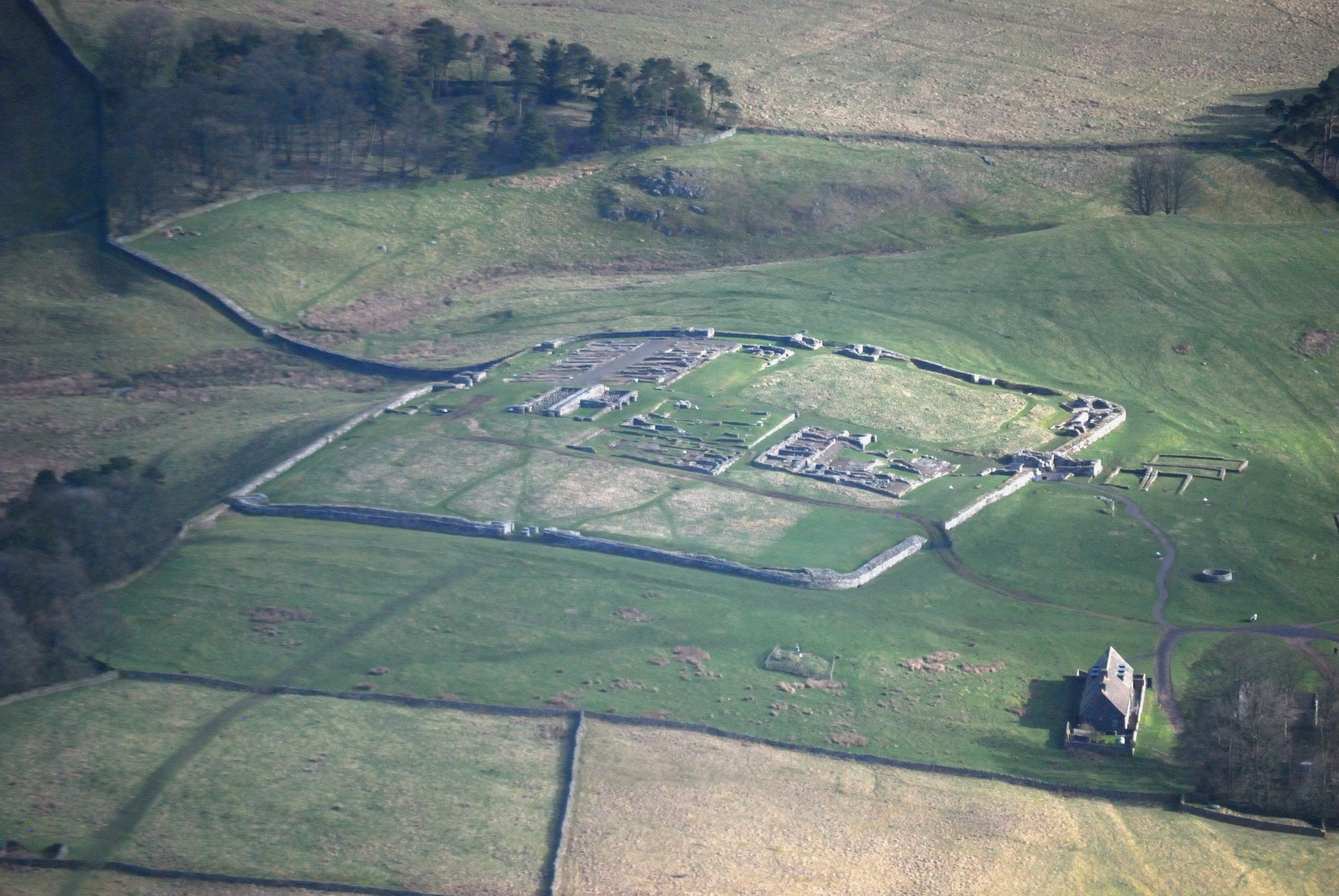
Luchtfoto met linksonder en linksboven aansluitende stukken van de Muur van Hadrianus